# Giovanni Visconti (ciclista)
Giovanni Visconti (Torino, 13 gennaio 1983) è un ex ciclista su strada italiano con caratteristiche di scalatore. Professionista dal 2005 al 2022, in carriera ha vinto tre campionati italiani in linea e per tre volte la classifica individuale dell'UCI Europe Tour.

## Carriera

### Le categorie giovanili
Nato a Torino da padre siciliano e madre napoletana, cresce a Palermo. Nel 1999, una volta intrapresa la carriera ciclistica, si trasferisce in Toscana per correre nella categoria Allievi con la maglia della Polisportiva Milleluci di Casalguidi. L'anno successivo, nel 2000, passa quindi tra gli juniores, nelle file del G.S. Giusti per l'edilizia di Pistoia, società guidata dall'ex professionista Riccardo Magrini. Ottiene molti successi, tra cui, nel 2001, quello nel campionato toscano su strada di categoria; riesce anche ad ottenere la convocazione in Nazionale per i campionati del mondo di Lisbona, non potendo però partecipare a causa di un risultato anomalo nel metodo del test antidoping australiano.
Nel 2002 passa tra i Dilettanti con la Casprini-Pitti Shoes di Daniele Tortoli per poi approdare, l'anno dopo, alla Finauto, squadra diretta dagli ex pro Luca Scinto e Angelo Citracca. Proprio nel 2003 Visconti vince la prova in linea dei campionati italiani e dei campionati europei di categoria, oltre ad una tappa al Giro della Toscana e al Trofeo Gianfranco Bianchin. L'anno successivo, sempre alla corte di Scinto, si impone nel Giro delle Fiandre Under-23, in due tappe del Giro delle Regioni, nel Gran Premio Città di Empoli e nel Grand Prix Kranj in Slovenia. In quel biennio Visconti viene anche chiamato a rappresentare la Nazionale italiana nelle prove in linea Under-23 dei campionati del mondo di Hamilton e Verona.

### 2005-2008: Domina Vacanze, Milram e Quick Step
Visconti debutta da professionista all'inizio del 2005 con la Domina Vacanze di Gianluigi Stanga; negli ultimi mesi del 2004 aveva comunque già gareggiato da stagista sotto la guida di Stanga alla De Nardi. Nell'annata dell'esordio non ottiene vittorie: si mette in mostra comunque con diversi piazzamenti nelle classiche italiane, quarto nel Gran Premio di Larciano, nel Giro del Veneto e nella Coppa Placci, quinto nella Coppa Agostoni. La Domina Vacanze diventa Milram nel 2006; quell'anno, precisamente il 5 ottobre, Visconti ottiene il primo successo da professionista, aggiudicandosi allo sprint la Coppa Sabatini a Peccioli. Durante la stagione il siciliano aveva messo a referto anche due secondi posti di rilievo, nel Trofeo Melinda e nel Gran Premio di Prato.

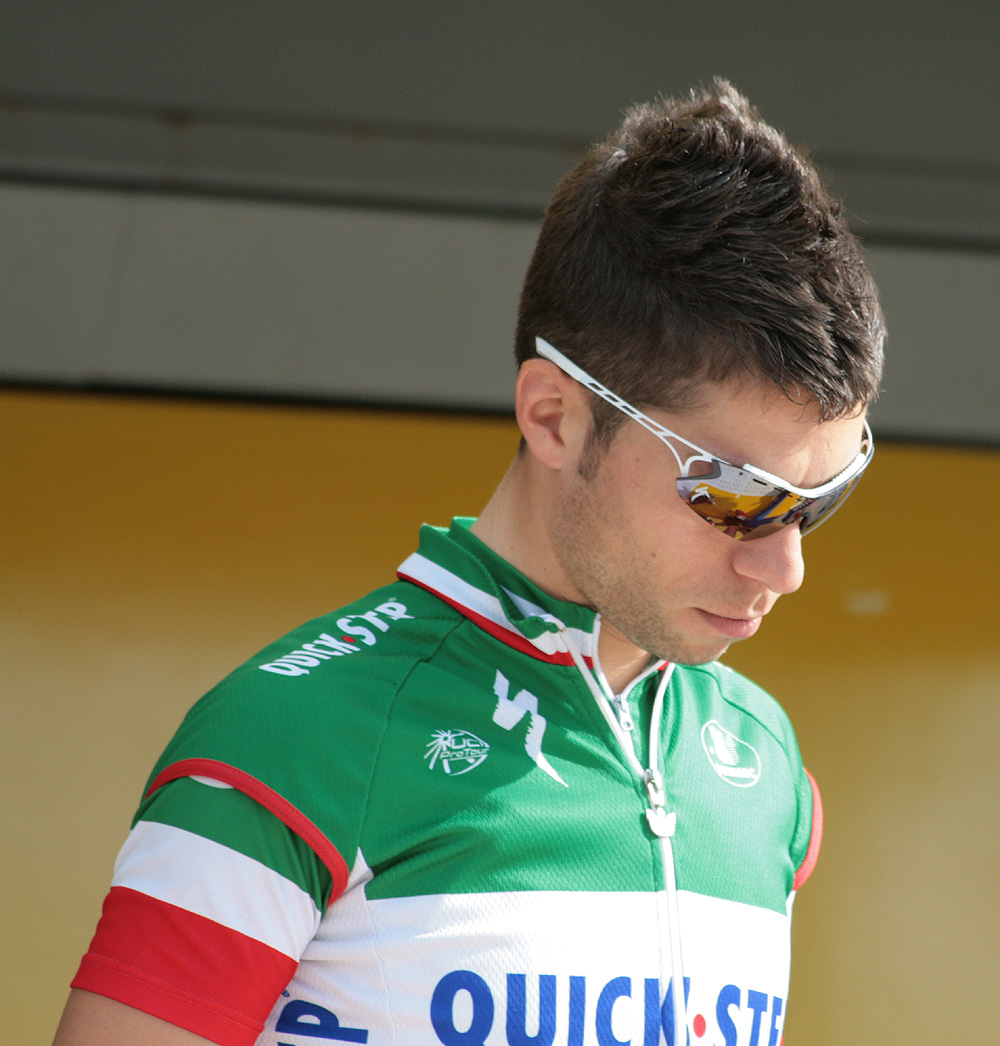
Giovanni Visconti in maglia tricolore alla partenza della Liegi-Bastogne-Liegi 2008.

Nel 2007 Visconti cambia squadra, passando alla Quick Step: qui trova come capitano Paolo Bettini, del quale era considerato l'erede. In quella stagione esordisce al Giro d'Italia – si classifica settantasettesimo – per poi aggiudicarsi la prova in linea dei campionati italiani su strada a Genova e una tappa al Brixia Tour. Seppur come riserva, viene anche convocato per la prima volta nella Nazionale Elite in occasione dei campionati del mondo su strada di Stoccarda, vinti da Bettini. Conclude l'annata riconfermandosi vittorioso nella Coppa Sabatini, piazzandosi inoltre nono al Giro di Lombardia, alla prima partecipazione.
La stagione 2008 lo vede imporsi come uno dei leader della sua squadra, la Quick Step. Dopo aver vinto una tappa alla Vuelta a Andalucía, al Giro d'Italia indossa la maglia rosa per otto giorni grazie al vantaggio accumulato nella tappa di Peschici con una lunga fuga; in quella "Corsa Rosa" si piazza peraltro secondo nella diciottesima frazione. In giugno, ai campionati italiani, tenta di difendere il titolo nazionale in linea conquistato l'anno prima, ma deve accontentarsi della seconda piazza, alle spalle di Filippo Simeoni. Nel finale di stagione vince allo sprint il Grand Prix de Fourmies e si classifica quarto al Giro di Lombardia.

### 2009-2011: ISD e Farnese Vini
Nel 2009, con il ritiro di Bettini, Visconti sarebbe dovuto diventare il capitano della Quick Step per le grandi classiche. Tuttavia il siciliano decide di abbandonare la squadra belga e di accasarsi tra le file della neonata formazione italo-ucraina di categoria Professional Continental ISD-Neri, ritrovando Scinto e Citracca come direttori sportivi. Con la nuova squadra partecipa soprattutto alle competizioni italiane del calendario europeo, correndo comunque anche il Giro d'Italia. In stagione vince la Coppa Agostoni, il Trofeo Melinda e il Gran Premio di Prato; ottiene anche altri piazzamenti, tra i quali i secondi posti al Memorial Pantani, alla Coppa Sabatini e al Gran Premio Beghelli, e il terzo al Gran Premio di Carnago. Grazie a queste e ad altre prestazioni di rilievo si aggiudica la classifica individuale dell'UCI Europe Tour. Si guadagna inoltre la chiamata in Nazionale per la prova in linea dei campionati del mondo di Mendrisio (si ritirerà).
Visconti apre la stagione 2010 vincendo la Classica Sarda. In primavera salta però nuovamente le grandi classiche del nord, e anche il Giro d'Italia – la sua squadra non viene infatti invitata. Nello stesso periodo conquista la classifica generale e due tappe del Giro di Turchia; in giugno si impone quindi per la seconda volta nella gara in linea dei campionati italiani, vincendo in solitaria sul traguardo di Conegliano. Spiccano nel suo 2010, oltre alla convocazione in Nazionale per i campionati del mondo di Melbourne, un successo di tappa al Giro di Lussemburgo, i secondi posti al Giro di Slovenia e al Gran Premio di Camaiore, e i terzi al Trofeo Melinda e al Giro di Romagna, risultati questi che gli permettono di vincere per il secondo anno consecutivo la graduatoria individuale dell'UCI Europe Tour.
Seppur inizialmente destinato a lasciare la propria squadra per tornare nel ProTour, nella stagione 2011 Visconti rimane nella squadra di Scinto, diventata Farnese Vini-Neri Sottoli in seguito a un cambio di sponsor. In quella stagione chiude al terzo posto il Tour of Oman in febbraio dietro a Robert Gesink ed Edvald Boasson Hagen, per poi aggiudicarsi il Gran Premio Regio Insubrica e una tappa alla Settimana Coppi e Bartali. In maggio prende parte al Giro d'Italia, vince in volata la tappa con arrivo a Tirano ma viene declassato al terzo posto dalla giuria per scorrettezze (il successo va a Diego Ulissi). In giugno, nella sua Sicilia, si riconferma campione nazionale, vincendo per la terza volta la prova in linea dei campionati italiani su strada: nell'occasione supera allo sprint Mauro Santambrogio e Simone Ponzi. Nella seconda parte di stagione fa suoi il Gran Premio di Carnago e una frazione alla Settimana Ciclistica Lombarda, oltre ad ottenere numerosi piazzamenti nei cinque in diverse classiche italiane (Coppa Bernocchi, Coppa Sabatini, Gran Premio Beghelli). Con questi risultati all'attivo Visconti si aggiudica così per la terza volta di fila la classifica individuale dell'UCI Europe Tour.

### 2012-2016: Movistar

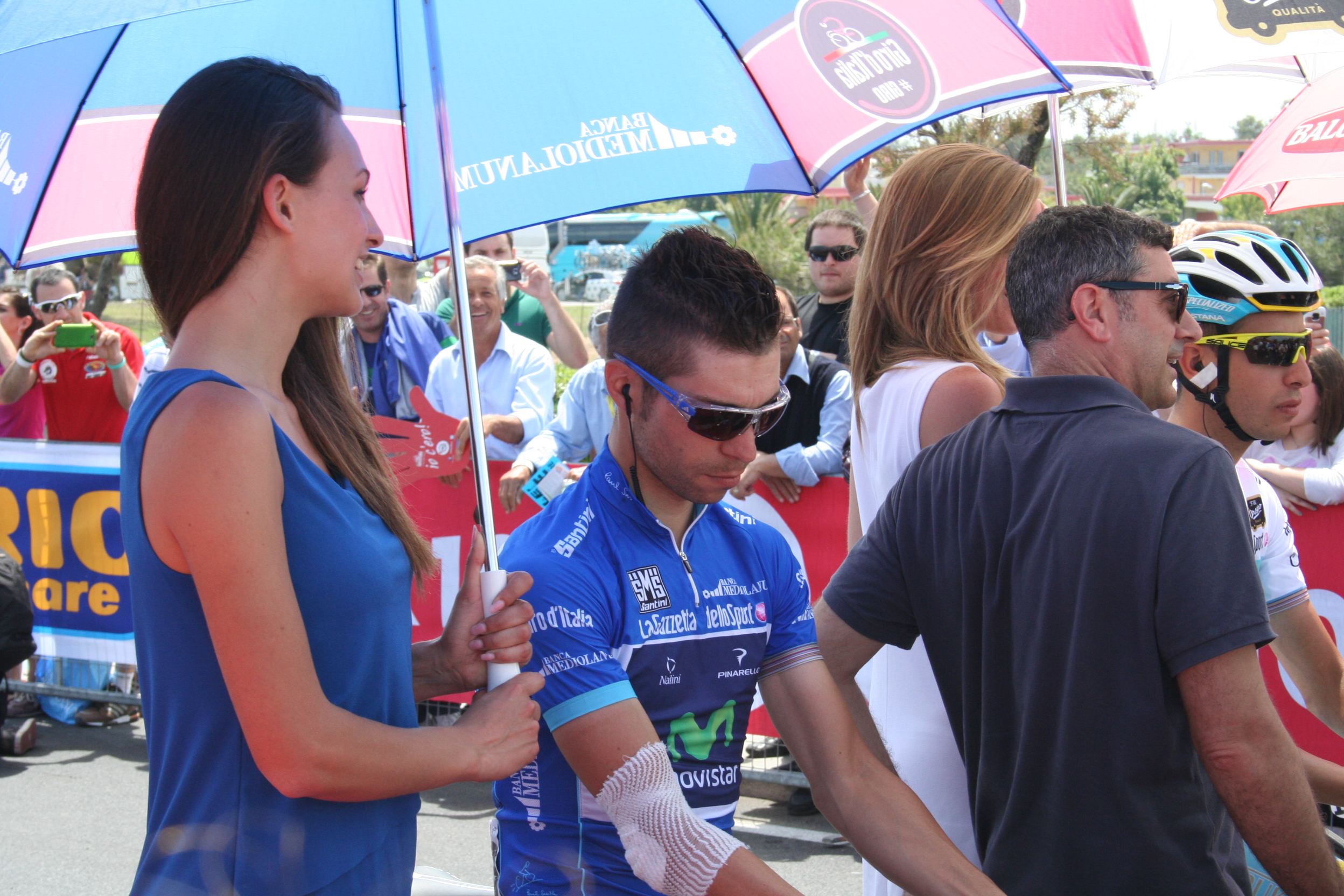
Visconti, in maglia azzurra di leader della classifica scalatori, poco prima della partenza della settima tappa del Giro d'Italia 2013.

Al termine della stagione 2011, come già annunciato nell'agosto precedente si trasferisce alla Movistar, squadra World Tour spagnola diretta da Eusebio Unzué.
Dopo un lungo periodo incolore, avaro di soddisfazioni, il 19 maggio 2013 Visconti vince la quindicesima tappa del Giro d'Italia alla conclusione di una fuga solitaria iniziata sulle rampe del Col du Télégraphe e terminata, sotto una fitta nevicata, all'arrivo di Le Granges du Galibier, a poche decine di metri dal monumento dedicato a Marco Pantani. Si ripeterà due giorni dopo, aggiudicandosi, ancora per distacco, la diciassettesima tappa conclusasi a Vicenza.
Nel 2015 si aggiudica la maglia azzurra del Giro d'Italia.

### 2017-2018: Bahrain-Merida
A partire dalla stagione 2017 corre per la Bahrain-Merida, capitanata dall'ex rivale Vincenzo Nibali, con la prospettiva di essere leader in alcune gare. Fa da gregario all'altro siciliano sia al Giro d'Italia sia alla Vuelta, chiuse entrambe da Nibali sul podio, poi ottiene un fantastico successo al Giro dell'Emilia con un attacco solitario nel finale, conquistando la vittoria proprio davanti a Nibali per una doppietta della Bahrain-Merida.
Nel 2018 disputa il Giro d'Italia in veste di aiutante di Domenico Pozzovivo; ottiene un secondo posto di tappa, alle spalle di Enrico Battaglin, al termine della quinta tappa. Dopo essere arrivato secondo al campionato italiano, disputa l'Österreich-Rundfahrt vincendo tre tappe e la classifica a punti. A fine stagione lascia la Bahrain-Merida per tornare dopo otto anni alla corte di Citracca e Scinto alla Neri Sottoli-Selle Italia-KTM.

### 2019-2020: Vini Zabù
Nella prima stagione partecipa a Milano-Sanremo e Giro di Lombardia, deve tuttavia rinunciare alla partecipazione del Giro d'Italia in quanto la sua squadra non viene invitata.
Nella seconda stagione partecipa a Milano-Sanremo, Giro d'Italia e Giro di Lombardia.
A fine stagione firma con la Bardiani-CSF-Faizanè.

### 2021-2022: Bardiani
La sua stagione ripercorre quelle precedenti e Visconti può partecipare alle corse italiane più importanti, quali Milano-Sanremo, Giro d'Italia.
Dopo il ritiro alla Tirreno Adriatico 2022, si ritira dalle corse.

## Palmarès
- 2001 (Juniores - G.S. Giusti per l'Edilizia)

Campionati toscani, Prova in linea Juniores
- 2003 (dilettanti - Finauto Sport cycling team)

GP Inda - Trofeo Aras Frattini
Coppa A.C. Capannolese
Campionati europei, Prova in linea Under 23
Campionati italiani, Prova in linea Under 23
Trofeo Gianfranco Bianchin
Gran Premio Città di Empoli
4ª tappa Giro della Toscana Under-23 (Cecina > Gambassi)
- 2004 (dilettanti - Finauto Sport cycling team)

Gran Premio Artigiani di Grosso Canavese
2ª tappa Giro delle Regioni (Cassino > Pietrelcina)
4ª tappa Giro delle Regioni (Casteltodino > Avigliano Umbro)
Gran Premio Città di Empoli
Grand Prix Kranj
Giro delle Due Province
Circuito Valle del Resco
Gran Premio di Vaggio
Giro delle Fiandre Under-23
Coppa Laterina
Gran Premio Ezio Del Rosso
- 2006 (Team Milram, una vittoria)

Coppa Sabatini
- 2007 (Quick Step-Innergetic, tre vittorie)

Campionati italiani, Prova in linea
2ª tappa Brixia Tour (Esine > Breno)
Coppa Sabatini
- 2008 (Quick Step, due vittorie)

Grand Prix de Fourmies
3ª tappa Vuelta a Andalucía (Otura > Jaén)
- 2009 (ISD-Neri, quattro vittorie)

2ª tappa Giro di Slovenia (Kamnik > Lubiana)
Coppa Agostoni
Trofeo Melinda
Gran Premio Industria e Commercio di Prato
- 2010 (ISD-Neri, sei vittorie)

Classica Sarda Olbia-Pantogia
3ª tappa Presidential Cycling Tour of Turkey (Bodrum > Marmaris)
4ª tappa Presidential Cycling Tour of Turkey (Marmaris > Pamukkale)
Classifica generale Presidential Cycling Tour of Turkey
1ª tappa Tour de Luxembourg (Lussemburgo > Hesperange)
Campionati italiani, Prova in linea
- 2011 (Farnese Vini-Neri Sottoli, cinque vittorie)

Gran Premio Regio Insubrica
5ª tappa Settimana Internazionale di Coppi e Bartali (Fiorano Modenese > Sassuolo)
Campionati italiani, Prova in linea
Gran Premio Industria Commercio Artigianato Carnaghese
4ª tappa Settimana Ciclistica Lombarda (Gorle > Bergamo)
- 2012 (Movistar Team, due vittorie)

Gran Premio Primavera
Circuito de Getxo
- 2013 (Movistar Team, due vittorie)

15ª tappa Giro d'Italia (Cesana Torinese > Les Granges du Galibier)
17ª tappa Giro d'Italia (Caravaggio > Vicenza)
- 2016 (Movistar Team, due vittorie)

Gran Premio Primavera
1ª tappa Giro di Toscana (Arezzo > Montecatini Terme)
- 2017 (Bahrain-Merida, una vittoria)

Giro dell'Emilia
- 2018 (Bahrain-Merida, tre vittorie)

2ª tappa Österreich-Rundfahrt (Feldkirch > Fulpmes/Telfes)
4ª tappa Österreich-Rundfahrt (Kitzbühel > Prägraten am Großvenediger)
8ª tappa Österreich-Rundfahrt (Scheibbs > Wels)
- 2019 (Neri Sottoli, tre vittorie)

4ª tappa Tour of Slovenia (Nova Gorica > Aidussina)
3ª tappa Österreich-Rundfahrt (Kirchschlag > Frohnleiten)
Giro di Toscana

### Altri successi
- 2009 (ISD-Neri)

1ª tappa, 2ª semitappa Settimana Internazionale di Coppi e Bartali (Misano Adriatico, cronosquadre)
Classifica Traguardo Volante Giro d'Italia
Classifica generale Coppa Italia
Classifica generale UCI Europe Tour
- 2010 (ISD-Neri)

1ª tappa Brixia Tour (Palazzolo sull'Oglio, cronosquadre)
Classifica generale UCI Europe Tour
- 2011 (Farnese Vini-Neri Sottoli)

Classifica a punti Settimana Internazionale di Coppi e Bartali
Classifica generale UCI Europe Tour
- 2013 (Movistar Team)

Trofeo Bonacossa Giro d'Italia
- 2015 (Movistar Team)

Classifica scalatori Giro d'Italia
- 2018 (Bahrain-Merida)

Classifica a punti Österreich-Rundfahrt
- 2019 (Neri Sottoli - Selle Italia - KTM)

Classifica scalatori Settimana Internazionale di Coppi e Bartali

## Piazzamenti

### Grandi Giri
- Giro d'Italia

2007: 77º
2008: 42º
2009: 76º
2011: 49º
2012: ritirato (15ª tappa)
2013: 34º
2015: 18º
2016: 13º
2017: ritirato (20ª tappa)
2018: 38º
2020: non partito (18ª tappa)
2021: 95º
- Tour de France

2014: 37º
- Vuelta a España

2015: 19º
2017: 46º

### Classiche monumento
- Milano-Sanremo

2007: 91º
2008: 56º
2009: 30º
2010: 91º
2011: 82º
2012: 16º
2013: 106º
2015: 72º
2016: 45º
2017: 56º
2019: 161º
2020: 49º
2021: 149º
- Giro delle Fiandre

2012: ritirato
2013: ritirato
- Parigi-Roubaix

2013: non partito
- Liegi-Bastogne-Liegi

2007: non partito
2008: 75º
2012: 65º
2013: 54º
2015: 40º
2016: 25º
2017: 72º
2018: 97º
- Giro di Lombardia

2005: ritirato
2006: 67º
2007: 9º
2008: 4º
2009: 67º
2010: ritirato
2011: 7º
2012: ritirato
2013: 32º
2014: 31º
2015: 65º
2016: 14º
2017: 37º
2019: 17º
2020: ritirato

### Competizioni mondiali
- Campionati del mondo

Hamilton 2003 - In linea Under-23: 15º
Verona 2004 - In linea Under-23: 7º
Mendrisio 2009 - In linea Elite: ritirato
Melbourne 2010 - In linea Elite: 36º
Copenaghen 2011 - In linea Elite: 107º
Toscana 2013 - In linea Elite: 51º
Ponferrada 2014 - In linea Elite: 32º
Yorkshire 2019 - In linea Elite: ritirato
Imola 2020 - In linea Elite: 43º

### Competizioni europee
- Campionati europei

Atene 2003 - In linea Under-23: vincitore
Otepää 2004 - In linea Under-23: 133º
Plumelec 2016 - In linea Elite: 21º
Plouay 2020 - In linea Elite: 49º

## Riconoscimenti
- Giglio d'Oro Tricolore nel 2007, 2010 e 2011
- Giglio d'Oro nel 2009 e 2011